# 北嶋佳奈
北嶋 佳奈（きたじま かな、1987年4月15日 - ）は、日本の管理栄養士、フードコーディネーター。

## 人物・来歴
東京都出身。昭和女子大学生活科学部生活科学科の管理栄養士専攻を卒業し、祐成陽子クッキングアートセミナーのフードコーディネーターコースを修了した。在学中より飲食店のキッチンスタッフを務め、卒業後はフードコーディネーターのアシスタントを務めた。現在はレシピ本の出版や雑誌の連載などの活動をおこなっている。

## 著書
- GINGERカフェごはん（2012年、徳間書店）
- ビジネスマンのためのコンビニ栄養学（2012年、フォレスト出版）
- 太らない! 500kcalの満腹ごはん（2012年、宝島社）
- 遅夜ごはん（2013年、宝島社）
- デパ地下みたいなごちそうサラダ（2013年、宝島社）
- デパ地下みたいなごちそうサラダ2（2014年、宝島社）
- デパ地下みたいなごちそうサンドイッチ（2014年、宝島社）
- デパ地下みたいなごちそうスープ（2014年、宝島社）
- おいしくやせるジャーレシピ ぜんぶ500kcal以下!（2015年、扶桑社）
- ひとり分からできる うちラクごはん（2015年、宝島社）
- やせおかずの素つくりおき 飽きずにラクラクダイエット（2015年、学研パブリッシング）
- おしゃれで美味しい! デリ風サラダ（2015年、宝島社）
- やせる! 1品で大満足の主菜スープ（2015年、宝島社）
- おいしく食べてデトックス! 絶品パクチーレシピ（2015年、オークラ出版）
- デパ地下みたいなごちそうおかず（2016年、宝島社）
- 21時からのからだにやさしいウチごはん（2016年、メディアソフト）